# Nicolas Hasler
Nicolas Hasler, né le 4 mai 1991 à Vaduz, est un footballeur international liechtensteinois, jouant au poste de milieu de terrain au FC Vaduz.

## Biographie
Nicolas Hasler rejoint le FC Vaduz en 2011, club liechtensteinois jouant dans les championnats suisses et principalement en première division de 2014 à 2017 avant de rejoindre le Toronto FC en juillet 2017. 
Le 20 juillet 2018 il s'engage pour un contrat de six mois avec le Fire de Chicago.

## Palmarès
- Avec le  FC Vaduz
  - Vainqueur de la Coupe du Liechtenstein en 2013 et 2014
  - Finaliste de la Coupe du Liechtenstein en 2012
  - Champion de deuxième division suisse en 2014 avec le FC Vaduz
- Avec  l'USV Eschen/Mauren :
  - Finaliste de la Coupe du Liechtenstein en 2010 et en 2011
- Avec le  Toronto FC :
  - Vainqueur de la Coupe MLS en 2017
  - Vainqueur du MLS Supporters' Shield en 2017

## Statistiques

### Buts internationaux
| #  | Date            | Lieu                                     | Adversaire         | Score | Résultat | Compétition                       |
| -- | --------------- | ---------------------------------------- | ------------------ | ----- | -------- | --------------------------------- |
| 1. | 11 octobre 2013 | Stade Bilino Polje, Zenica (Bosnie-H.)   | Bosnie-Herzégovine | 4-1   | 4-1      | Éliminatoires Coupe du monde 2014 |
| 2. | 7 juin 2017     | Veritas Stadion, Turku (Finlande)        | Finlande           | 1-1   | 1-1      | Match amical                      |
| 3. | 9 novembre 2018 | Rheinpark Stadion, Vaduz (Liechtenstein) | Arménie            | 2-1   | 2-2      | Ligue des nations                 |